# Catoosa
Catoosa è una città degli Stati Uniti, situata nello Stato dell'Oklahoma, nella Contea di Rogers e in parte nella Contea di Wagoner.